# اوتان
اوتانن یک روستا در ایران است که مال رئیس زاده است در بخش مرکزی شهرستان گلبهار در استان خراسان رضوی واقع شده‌است.

## جمعیت
این روستا در دهستان بیزکی قرار دارد و براساس سرشماری مرکز آمار ایران در سال ۱۳۸۵، جمعیت آن ۵۱ نفر (۱۲ خانوار) بوده‌است.